# (73002) 2002 EE26
(73002) 2002 EE26 – planetoida z pasa głównego asteroid okrążająca Słońce w ciągu 3,85 lat w średniej odległości 2,45 j.a. Odkryta 10 marca 2002 roku.